# William Tuke
William Tuke, född 24 mars 1732 i York, död 1822, var en engelsk kväkare och filantrop.
Tuke, som tidigt blev verksam inom sin familjs te- och kaffehandel, blev berömd för sina med framgång genomförda idéer till en humanare behandling av sinnessjuka. I den av honom 1792 tillsammans med sonen Henry Tuke inrättade "dårasylen" The Retreat i York visade han att de dittills använda, överdrivna tvångsmedlen mot de intagna var överflödiga, liksom även åderlåtningar och behandling med kraftnedsättande läkemedel. Tukes verksamhet, som bedrevs inom kväkarrörelsen, fick ett icke obetydligt inflytande på den allmänna opinionen och på lagstiftningen.
Efter Tukes död fortsattes verksamheten av flera familjemedlemmar och The Retreat fortlever än i dag som en välrenommerad psykiatrisk klinik.